# Natuurreservaat Patta Peken
Natuurreservaat Pata Peken is een natuurreservaat in het noorden van de Botnische Golf. Het hoort bij de gemeente Piteå in Zweden en ligt in de Pite-archipel. Het reservaat bestaat voor het grootste deel uit zee, maar een aantal kleine eilanden maken deel uit van het reservaat. Het reservaat is in 1997 ingesteld. 
Eilanden in het reservaat:
- Patta Peken
- Peken
- Klacken
- Timmermannen
- Gråsjähällan
- Kluntarna

## Websites
- Patta Peken.